# Казино «Рояль» (роман)
«Казино Рояль» (англ. Casino Royale) — первый роман об агенте британской разведки Джеймсе Бонде, написанный английским писателем Яном Флемингом. Впервые опубликован 13 апреля 1953 года в издательстве Jonathan Cape. Роман впервые переведён на русский язык С. Козицким в 1990 году и издан в издательстве «ГАСК „ЮТ“».

## Структура романа
Роман поделён на 27 глав. Повествование ведётся от третьего лица (автора).

## Сюжет
События романа происходят в вымышленном французском городке Рояль-лез-О (фр. Royale les Eaux), близ Дьепа.
Советский шпион Ле Шиффр (он же мистер Намбер) в результате неудачных вложений теряет большую часть капитала. Чтобы вернуть деньги, он организует турнир по баккара в казино города Рояль-лез-О. С целью разорить его британская разведка посылает туда своего агента Джеймса Бонда. В Рояль-лез-О Бонд встречается со своим связным Рене Матисом, который знакомит его с Веспер Линд.
В ходе игры Бонд проигрывает все свои средства, но на помощь приходит агент ЦРУ Феликс Лейтер, одолжив ему крупную сумму. В конце турнира Бонд выигрывает у Ле Шиффра все деньги. Вместе с Веспер он отмечает победу в ресторане. Внезапно Веспер уходит, получив записку от Матиса. Заподозрив неладное, Бонд следует на улицу, где становится свидетелем похищения Веспер. Он преследует похитителей, но попадает в автомобильную аварию. С целью выяснить, куда Бонд спрятал деньги, Ле Шиффр пытает его. Внезапно появляется агент СМЕРШа и убивает Ле Шиффра.
Спустя несколько дней, Бонд приходит в сознание в больнице. Его навещают сначала Матис, затем Веспер, восстанавливая картину вечера похищения и последующих дней. Бонд делает предложение Веспер. Спустя четыре недели он окончательно выздоравливает и вместе со своей возлюбленной отправляются на отдых. Однако Веспер ведет себя подозрительно, совершает странные звонки, всюду ей кажется, что за нею следят. В конце концов, она совершает самоубийство, признавшись Бонду в предсмертной записке, что была двойным агентом, работая и на МИ6, и на советскую разведку.

### Персонажи
- Джеймс Бонд — агент британской разведки (агент 007).
- Лё Шиффр (фр. Le Chiffre) — советский шпион, глава профсоюзов рабочих Эльзаса.
- Веспер Линд (англ. Vesper Lynd) — девушка Джеймса Бонда (агент 3030), двойной агент МИ6 и СМЕРШ
- Рене Матис (фр. René Mathis) — сотрудник Второго Бюро, связной Бонда.
- Феликс Лейтер (англ. Felix Leiter) — агент ЦРУ.
- М — глава британской разведки.

## Издания
Роман был опубликован 13 апреля 1953 года в твёрдом переплёте в издательстве Jonathan Cape. Книга стоила 10 шиллингов и 6 пенсов. Обложка первого издания была нарисована самим Флемингом. Первый тираж составлял всего 4728 экземпляров и был продан меньше чем за месяц. В мае 1954 года был выпущен дополнительный тираж романа (8000 экземпляров). В США роман был опубликован 23 марта 1954 года, но он не пользовался спросом — в год публикации было продано около 4000 копий. В 1955 году издательство American Popular Library переиздает роман в мягком переплёте под названием «Вы просили об этом» (англ. You Asked For It). Кстати, в этой версии романа агента 007 зовут Джимми.

### На языке оригинала
1. Casino Royale. — London: Jonathan Cape, 1953. — 213 p. — 4728 экз. (первое издание)
2. Casino Royale. — Macmillan Publishing Company, 1954. — ISBN 9-99740-718-0. (первое издание)

### На русском языке
1. Казино Руаяль / Перевод с англ. С. Козицкого. — М.: ГАСК «ЮТ», 1990. — 124 с. — 450 000 экз. — ISBN 5-7652-0002-8. (первое издание на русском языке)
2. Казино "Рояль" / Перевод с англ. А. В. Митина, С. В. Чечнева; Послесл. А. Горянина. — М.: Московский филиал совместного предприятия "Аспект", 1990. — 128 с. — 200 000 экз.
3. Королевское казино / Перевод с англ. А. Хохрева. — Gart, 1991. — 320 с. — 520 000 экз. — ISBN 5-7985-0005-5.
4. Собрание сочинений в 7 томах // Казино Руайаль / Перевод с англ. И. Блошенко, К. Сашина. — М.: Терра, 1999. — Т. 1. — 368 с. — ISBN 5-300-02437-6.

## Экранизации

### 1954
В 1954 году CBS заплатила Яну Флемингу 1000 долл. чтобы адаптировать роман в одночасовой эпизод сериала Climax!. Серия была показана 21 октября 1954 года; роль агента 007 исполнил Барри Нельсон, Ле Шиффра — Петер Лорре. В отличие от книги, здесь Бонд работает не на МИ-6, а на американскую разведку, Кларенс Лейтер — англичанин, агент центра S британской разведки. Рене Матис вовсе отсутствует как персонаж, его фамилия дана девушке Бонда — Валери Матис (её сыграла известная голливудская актриса Линда Кристиан).

### 1967
В марте 1958 года Ян Флеминг продал права на экранизацию романа продюсеру Грегори Ратоффу за 6000 долл.. После смерти Ратоффа продюсеру Чарльзу Фелдону понравилась эта идея, и он добился получения прав на экранизацию книги. В 1967 году в прокат вышла сатирическая комедия по мотивам книги. Роль Джеймса Бонда исполнил Дэвид Нивен. Также в фильме снимались Питер Селлерс, Урсула Андресс, Орсон Уэллс и Вуди Аллен.

### 2006
Перезапуск серии фильмов о Джеймсе Бонде. Роль агента 007 впервые исполнил актёр Дэниел Крейг.